# Талпа-Басковени (Телеорман)
Талпа-Басковени (рум. Talpa-Bâscoveni) насеље је у Румунији у округу Телеорман у општини Талпа. Oпштина се налази на надморској висини од 115 m.

## Становништво
Према подацима из 2002. године у насељу је живело 563 становника, од којих су сви румунске националности.